# Духовенство Русской православной церкви и свержение монархии (начало XX века — конец 1917 года)
«Духовенство Русской православной церкви и свержение монархии (начало XX в. — конец 1917 г.)» — монография российского историка Михаила Бабкина о взаимоотношениях в России церковной и императорской властей в 1900—1917 годы. В ней модели церковно-государственных отношений, разрабатывавшиеся духовенством Русской православной церкви с 1905 года, позиция Святейшего синода в период Февральской революции, а также восстановление патриаршества рассматриваются главным образом под углом историко-богословской проблемы «священства и царства».

## Содержание
В монографии освещается историография вопроса, даётся характеристика источников. В приложениях к монографии приводятся статистические сведения о православном духовенстве начала XX века, список архиереев, занимавших церковные кафедры по состоянию на 1 марта 1917 года и другие материалы. Итоговый вывод монографии имеет следующую формулировку: «Из всего вышеизложенного, духовенство Русской православной церкви в целом сыграло важную роль в революционном процессе, направленном на свержение монархии в России. Высшему же органу церковной власти — Святейшему правительствующему синоду принадлежит особая, одна из ведущих и определяющих ролей в установлении в России народовластия, в свержении института царской власти».

## Источниковая база
Бабкин М. А. исследовал материалы 40 фондов федеральных и региональных архивов: РГИА, ГА РФ, РГАДА, ЦИАМ, РГА ВМФ, Отдела рукописей РГБ, РГАКФД, Государственного архива Свердловской области, Центра документации общественных организаций Свердловской области, Объединённого государственного архива Челябинской области. Автор изучил законодательные акты Российской империи, дневники, мемуары, частную переписку участников событий, проработал большой объём российской периодики за 1905—1917 годы: свыше 90 % всех церковных изданий, выходивших в 1917 году. Он проанализировал определения Св. Синода, распоряжения, пастырские послания и проповеди архиереев, резолюции проходивших весной и летом 1917 года съездов и собраний духовенства, посылаемые от них телеграммы представителям государственной власти, стенограммы Поместного собора 1917—1918 годов.

## Внутрицерковная полемика
Труды Михаила Бабкина вызвали «впечатляющий „конфессиональный резонанс“». Они активно используются во внутрицерковной полемике (епископом Чукотским Диомидом), в связи с чем на сайте Православие.ru утверждается, что «работы Бабкина — основное средство вдохновения борцов с „цареборчеством“».

## Отзывы рецензентов

### Историографическая значимость
По мнению рецензентов, в своём исследовании М. А. Бабкин применил «несомненно новаторский подход, проанализировав такие своеобразные исторические источники, как богослужебные чинопоследования», что его монография вносит «весомый вклад в историческую науку» и «бесспорно обогащает отечественную историографию как новыми, ранее не изучавшимися материалами, отражающими отношение духовенства к революционным событиям, так и острыми дискуссионными вопросами».

Автором движет одна идея — вопреки мнению авторитетных историков доказать духовное соперничество Русской Церкви и монархии после 1905 года и стремление духовенства к свержению самодержавия и к обретению полной независимости от государства. […] Конечной целью действий духовенства, по его мнению, было уничтожение монархической власти как «харизматического соперника» Церкви. Подобный тезис ранее не был никем озвучен и потому претендует на настоящий переворот в понимании событий 1917 года.
— Гайда Ф. А. (заведующий кафедрой истории России и архивоведения ПСТГУ, доцент МГУ): из статьи «Русская Церковь и русская революция» (13.03.2009).

Конечно, можно оспаривать авторскую концепцию, но нельзя уже игнорировать документы, введённые Бабкиным в научный оборот.
— Репников А. В. (Центр документальных публикаций РГАСПИ): из рецензии на «Духовенство Русской православной церкви и свержение монархии…» (Отечественная история. 2008. № 5. С. 204).
Рецензенты отмечает, что тема, поднятая М. А. Бабкиным, во многом является дискуссионной, актуальной и в настоящее время.

### Критические отзывы
- Вывод Бабкина о том, что духовенство работало на «создание в определённой степени „богословского обоснования“ революции», Александру Репникову представляется дискуссионным[3].
- По замечанию Ф. А. Гайды, Бабкин не назвал ни одного церковного иерарха, который выражал бы своё желание как до, так и после революции уничтожить, свергнуть царскую власть как харизматического «соперника». Он говорит, что Бабкин «существенно и необоснованно преувеличивает политический вес священнослужителей, а при анализе расстановки сил в обществе выдает желаемое за действительное». И добавляет, что «Синод не имел никакого влияния ни на генералитет, ни на политические партии, руководившие Думой, ни на взбунтовавшиеся массы». Он указывает, что отношения Синода с Временным правительством Бабкин рассматривает «крайне односторонне»[4], «совершенно не учитывая исторические реалии» рассматриваемой эпохи[9].
- Н. К. Симаков считает, что книга Бабкина имеет «идеологическую задачу»: обличить и осудить духовенство РПЦ как главных виновников падения монархии в России. Монография, по его мнению, рассчитана на читателя, «мало знакомого как с православным вероучением, так и с подлинной историей Русской Церкви и государства», а её автор — «идеолог цезарепапизма», который «не верит в Промысел Божий» и «полностью игнорирует каноническое право, утверждённое Вселенскими соборами». «Книга М. А. Бабкина не выдерживает критики ни с позиции объективной исторической правды, ни с позиции научного исследования, ни с точки зрения Русской Церкви», — подытоживает Симаков[14].
- Итоговый вывод монографии А. Меренгер считает «слегка гиперболизированным»[6].
- Виктор (Пивоваров), архиепископ Славянский и Южно-Российский говорит, что М. А. Бабкин написал монографию «Духовенство Русской православной церкви и свержение монархии…», «выполняя заказ тайны беззакония или самого сатаны». Автора он называет «явно неверующим человеком»[15], «очерняющим Российское Духовенство, хулящего Новомучеников, митрополита Владимира Киевского и Святителя Тихона, Патриарха Московского»[16].

Попытка изобразить церковно-государственные отношения начала XX в. в виде борьбы «священства и царства» представляется надуманной и несостоятельной. Несмотря на обширный круг источников, используемых автором, основные положения его концепции (харизматическое соперничество церковных иерархов и императора накануне революции 1917 г., ведущая и определяющая роль духовенства и Св. Синода в свержении монархии, избрание патриарха как победа «священства над царством» и проч.) опираются на умозрительные рассуждения и гипотетические предположения. Стараясь их доказать, автор не раз вынужден выстраивать между фактами ложные, не существовавшие в действительности связи.
— Гайда Ф. А. (заведующий кафедрой истории России и архивоведения ПСТГУ, доцент МГУ): из рецензии на «Духовенство Русской православной церкви и свержение монархии…» (Отечественная история. 2008. № 5. С. 204).

Стремление автора притянуть понятия XVII века («священство и царство») к веку XX-му представляется неуместным.
— Соколов А. В. (РГПУ им. А. И. Герцена, Государственный Эрмитаж).

### Положительные отзывы
- Историки отмечают, что Бабкин «проделал титаническую работу в архивах, воплотившуюся в публикации подборки ценнейших документов»[19], что ему удалось подробно проследить позицию Святейшего синода и отношение к революции представителей РПЦ всех уровней[12][3], что он «решительно разрушает миф о безоговорочной поддержке императорского престола» духовенством РПЦ[5].

Автор на основании изучения обширного материала рисует целостную картину отношения духовенства к революции. […] Действия Синода, епископата и приходского духовенства означали легитимацию революции, признание свержения монархии необратимым явлением и способствовали смещению влево спектра общественных настроений. Трудно не согласиться с этим выводом автора, подтверждённым большим фактическим материалом. […] Книга Бабкина заставит не только по-новому взглянуть на определяющие годы русской истории, но и по-новому самоопределиться в нашем отношении к этой истории, как бы мы ни относились к церкви, к монархии, к России, к революции.
— Протоиерей В. В. Асмус (МДА, ПСТГУ): из рецензии на «Духовенство Русской православной церкви и свержение монархии…» 
(Вопросы истории. 2008. № 2. С. 175).

## Перечень рецензий на монографию
Печатные рецензии:
- Цыганков А. А. Церковь устраняет соперника // НГ-религии. — М.: 2007. № 15 (209). 5 сентября. С. 7.
- Меренгер А. Кесарю — кесарево, Богу — богово // Свободная мысль. — М.: 2007. № 8 (1579). С. 193—196.
- Бычков С. С. Непредвзятый взгляд // Посев. — М.: 2007. № 9 (1560). С. 41—42.
- Асмус В. В., протоиерей. [Рец. на кн.] // Вопросы истории. — М.: 2008. № 2. С. 174—175.
- Репников А. В. Рец. на кн. // Отечественная история. — М.: 2008. № 5. С. 202—204. (Интернет-публикация на странице ЖЖ «Библиотека религиозных статей».)
- Гайда Ф. А. Рец. на кн. // Отечественная история. — М.: 2008. № 5. С. 204—207. (Интернет-публикация на странице ЖЖ «Библиотека религиозных статей».)
  - Ответ рецензенту: Бабкин М. А. Ответ рецензенту // Посев. — М.: 2008. № 12 (1575). С. 40—44.
  - Расширенный ответ рецензенту: Бабкин М. А. Ещё раз о позиции духовенства Русской православной церкви в 1917 году. (Данные источников и мнение Ф. А. Гайды) // Свободная мысль. — М.: 2009. № 1 (1596). С. 193—204.
- Осипов В. Н. Горько и стыдно // Москва. — М.: 2008. № 12. С. 221—228.
- Симаков Н. К. Грех против Церкви // Москва. — М.: 2008. № 12. С. 229—234.
- Werth Paul W. Lived orthodoxy and confessional diversity: the last decade on religion in modern Russia // Kritika. Cambridge, 2011. Т. 12. № 4. С. 849–865.  (англ.)

Рецензии на интернет-ресурсах:
- Стогов Д. И. Церковь и революционные события Февраля 1917 года // Информационное агентство «Русская линия», 17.09.2007
- Бычков С. С. Рец. на кн. // Портал-Credo.ru, 2007
- Лыкова Л. А. Рец. на кн. // Сайт «Российский консерватизм»
- Гайда Ф. А. Русская Церковь и русская революция // Православие.ru, 13.03.2009
  - Ответ рецензенту: Бабкин М. А. Вновь о политической позиции духовенства Российской церкви в Феврале 1917-го. (Ответ Ф. А. Гайде, не опубликованный сайтом «Православие.ru») // Портал-Credo.ru, 9.07.2009

## Интервью по теме монографии
- Михайлова Ж. Интервью: Историк Михаил Бабкин: «Духовенство не для того свергало царскую власть, чтобы её реставрировать» // Портал-Credo.ru, 11.07.2007